# Lucid Air
Lucid Air – elektryczny samochód osobowy klasy wyższej produkowany pod amerykańską marką Lucid od 2021 roku.

## Historia i opis modelu

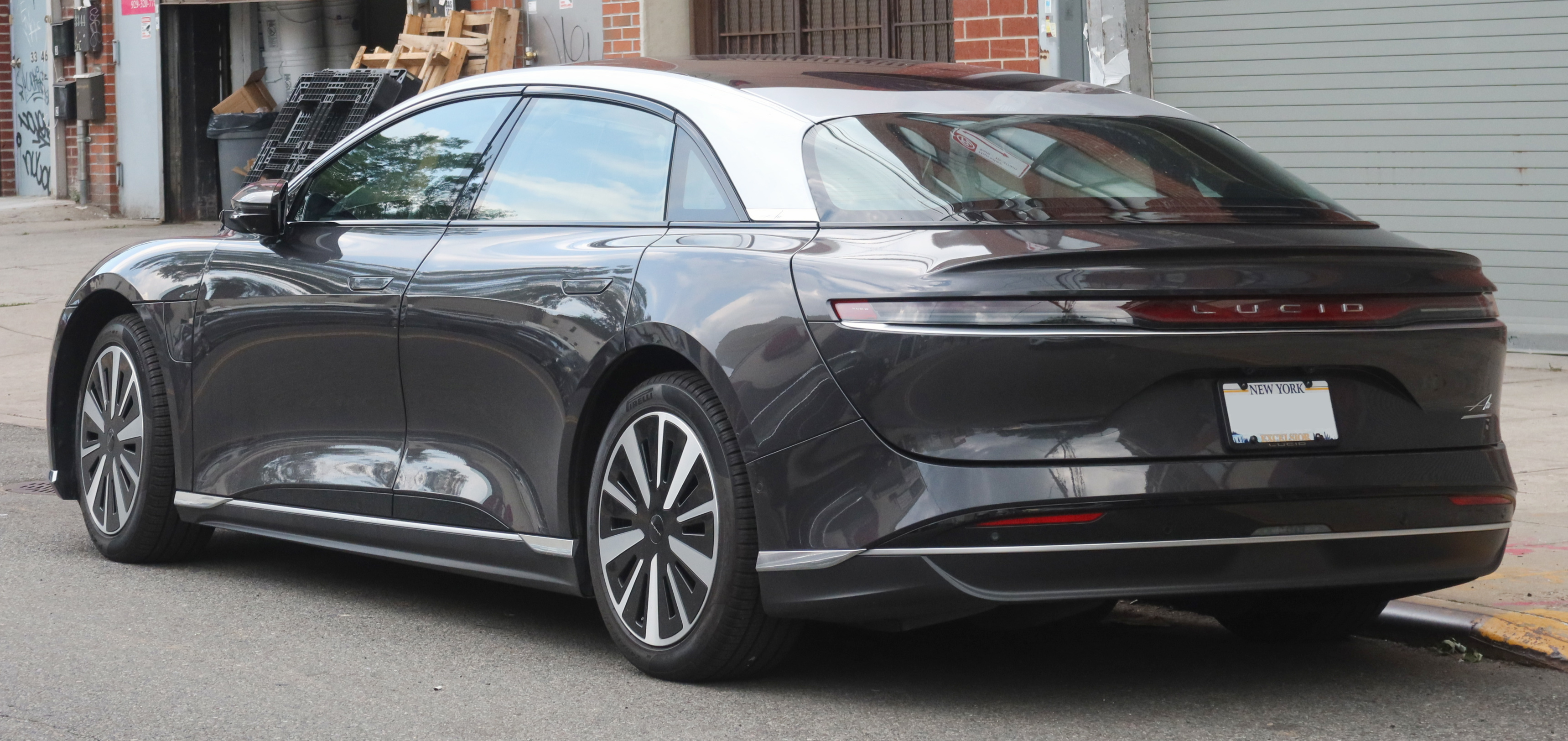
Lucid Air Touring - tył

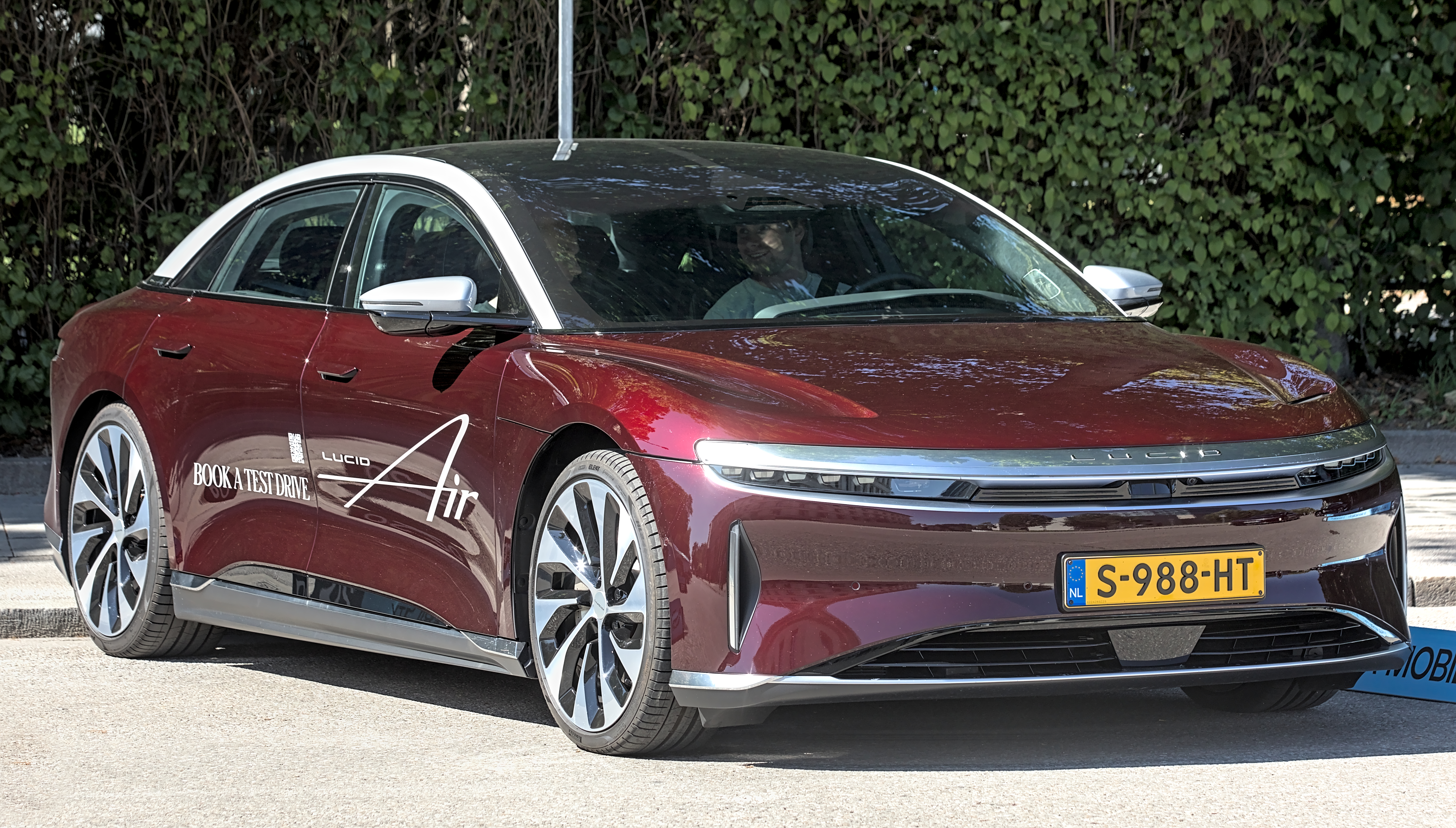
europejski Lucid Air Grand Touring

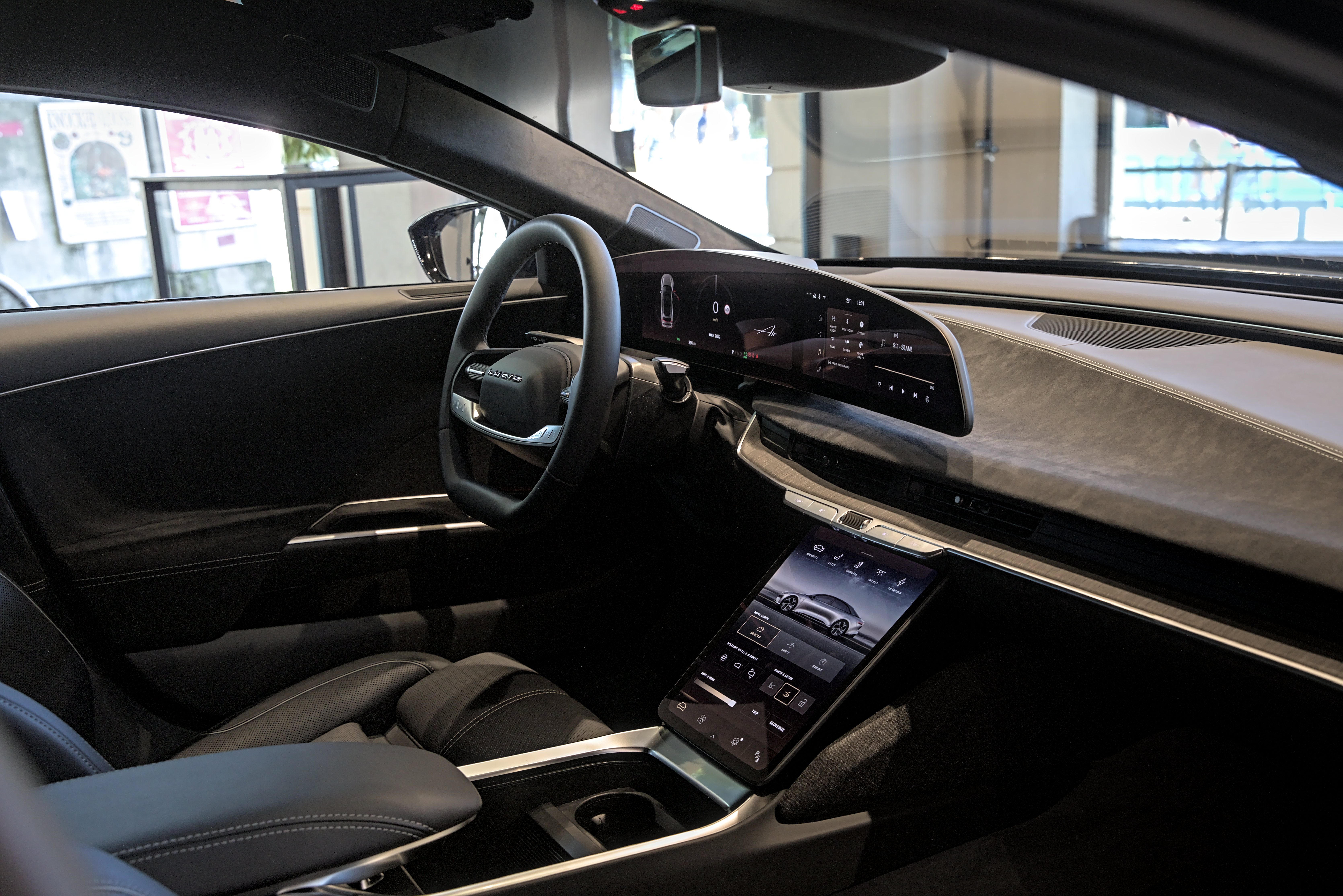
Lucid Air - kokpit

W październiku 2016 roku kalifornijski startup Lucid Motors przedstawił oficjalnie przedprodukcyjny prototyp zapowiadający swój pierwszy, seryjnie produkowany samochód elektryczny o nazwie Lucid Air. Samochód opracowano od podstaw jako samodzielną konstrukcję z projektem stylistycznym autorstwa byłego projektanta Mazdy, Dereka Jenkinsa. Nadwozie utrzymano w futurystycznej konwencji, z dużym świetlistym pasem zdobiącym pas tylny, przeszklonym dachem, zaokrąglonym ściętym tyłem oraz szerokim, chromowanym ozdobnikiem łączącym reflektory. Pomimo relatywnie niewielkiego zwisu tylnego, pomniejszonego krągłą bryłą nadwozia, Lucid Air jest 4-drzwiowym sedanem z klapą otwieraną bez szyby. Wygospodarowano przestrzeń na dwa bagażniki: przedni, pod klapą bagażnika, o pojemności 283 litrów oraz główny, tylny, o pojemności 626 litrów.
W kabinie pasażerskiej znalazły się cztery niezależne fotele, z czego tylny rząd siedzeń został wysunięty za linię drzwi w celu wygospodarowania więcej miejsca dla pasażerów z rozbudowanym, regulowanym kątem nachylenia. Deska rozdzielcza utrzymana została z kolei w cyfrowo-minimalistycznej estytyce, z dwuramiennym kołem kierownicy oraz chowanym, wysuwanym dotykowym ekranem do sterowania m.in. panelem klimatyzacji i głównymi funkcjami pojazdu. Przed kierowcą znalazł się obszerny, zakrzywiony 34-calowy ekran pełniący funkcję cyfrowych zegarów dla kierowcy oraz centralnego, dotykowego systemu multimedialnego w swojej prawej części.

### Air Dream Edition
Między 2021 a 2023 rokiem, Lucid Air dostępny był w topowej limitowanej odmianie Dream Edition, która dzięki baterii o pojemności 113 kWh na jednym ładowaniu mogła przejechać rekordowe (wśród wszystkich seryjnych samochodów elektrycznych w momencie premiery w 2021) do 836 kilometrów na jednym ładowaniu, co zostało oficjalnie potwierdzone podczas testu w sierpniu 2021.

### Sprzedaż
Po prezentacji przedprodukcyjnego Lucida Air w 2016 roku, premiera seryjnego modelu została pierwotnie zaplanowana na 2018 rok, a potem - kwiecień 2020 roku na New York Auto Show. W związku z pandemią COVID-19 wydarzenie nie odbyło się, przez co Lucid Motors w czerwcu zdecydowało się ogłosić nową datę premiery - 9 września 2020. Seryjna produkcja pojazdu rozpoczęła się oficjalnie 28 września 2021 w zakładach firmy w amerykańskim Casa Grande w Arizonie. Pod koniec 2022 roku Lucid Motors powiększyło zasięg rynkowy limuzyny Air, wprowadzając ją do sprzedaży na wybranych rynkach zachodnioeuropejskich jak Holandia czy Norwegia. W 2023 roku znacząco powiększono z kolei zakres operacji w kraju głównego inwestora firmy, Arabii Saudyjskiej. W lipcu rozpoczęto dostawy samochodów do tamtejszych klientów, a dwa miesiące później uruchomiono lokalny montaż w mieście Dżudda.

### Dane techniczne
| Model              | Pure          | Pure           | Touring        | Grand Touring                     | Grand Touring Performance | Dream Edition Range               | Dream Edition Performance         | Sapphire       |
| ------------------ | ------------- | -------------- | -------------- | --------------------------------- | ------------------------- | --------------------------------- | --------------------------------- | -------------- |
| Dostępność         | od 2023       | od 2022        | od 2022        | od 2022                           | od 2022                   | 2021–2023                         | 2021–2023                         | od 2023        |
| Napęd              | 1 silnik, RWD | 2 silniki, AWD | 2 silniki, AWD | 2 silniki, AWD                    | 2 silniki, AWD            | 2 silniki, AWD                    | 2 silniki, AWD                    | 3 silniki, AWD |
| Bateria            | 88 kWh        | 88 kWh         | 93 kWh         | 112 kWh                           | 112 kWh                   | 118 kWh                           | 118 kWh                           | 118 kWh        |
| Moc                | 430 KM        | 480 KM         | 620 KM         | 819 KM                            | 1050 KM                   | 933 KM                            | 1111 KM                           | 1234 KM        |
| Moment obr.        | 550 Nm        | 600 Nm         | 1000 Nm        | 1200 Nm                           | 1249 Nm                   | 1390 Nm                           | 1390 Nm                           | 1939 Nm        |
| 0-100 km/h         | 4,5 s         | 3,8 s          | 3,4 s          | 3,0 s                             | 2,6 s                     | 2,7 s                             | 2,5 s                             | 1,89 s         |
| Zasięg (EPA)       | 674 km        | 660 km         | 684 km         | Koła 21': 755 km Koła 19': 830 km | 718 km                    | Koła 21': 774 km Koła 19': 837 km | Koła 21': 726 km Koła 19': 758 km | 687 km         |
| Moc ładowania (DC) | 250 kW        | 250 kW         | 250 kW         | 300 kW                            | 300 kW                    | 300 kW                            | 300 kW                            | 300 kW         |
| Moc ładowania (AC) | 19,2 kW       | 19,2 kW        | 19,2 kW        | 19,2 kW                           | 19,2 kW                   | 19,2 kW                           | 19,2 kW                           | 19,2 kW        |